# Raión de Ismailli
Ismailli (en azerí: İsmayıllı) es uno de los cincuenta y nueve rayones en los que subdivide políticamente la República de Azerbaiyán. La capital es la ciudad homónima.

## Territorio y población
Comprende superficie de 2074 kilómetros cuadrados, con una población de 77 800 personas y una densidad poblacional de 37,6 habitantes por kilómetro cuadrado.

## Economía
En la ciudad de Lahich están establecidos productoras de alfombras y cobre. El sector agropecuario se dedica a cultivar cereales, producir vinos y frutas, ganado y fincas. También hay varias bodegas.

## Medios de comunicación
Desde 1934 se publica en la región un periódico regional. Desde febrero de 1993, İsmayıllı posee su propia estación de radio.